# Fleur Gräper
Fleur Quirine Gräper-van Koolwijk (Leiden, 23 december 1974) is een Nederlands historica, politica en bestuurster. Ze is lid van D66.

## Maatschappelijke carrière
Gräper groeide op in Leiderdorp. Ze ging van 1987 tot 1993 naar het vwo op Het Rijnlands Lyceum Oegstgeest. Ze studeerde van 1993 tot 1998 geschiedenis aan de Rijksuniversiteit Groningen waar ze haar doctoraal haalde. Haar hoofdvak was (internationale) politieke geschiedenis en haar bijvakken waren economie, internationaal recht, internationale betrekkingen en politicologie. Van 1996 tot 1997 studeerde zij geschiedenis en politicologie aan de College of Charleston.
Gräper was na haar studie van 1999 tot 2003 werkzaam bij Randstad als intercedente. Van hieruit werd zij van 2001 tot 2002 gedetacheerd als interim personeelsfunctionaris bij Bollegraaf Recycling Machinery in Appingedam. Van 2005 tot 2006 was zij consultant bij PA Europe. Van 2006 tot 2008 was zij politiek strategisch medewerker bij de D66-delegatie in het Europees Parlement. Van 2008 tot 2009 was Gräper hoofd marketing & communicatie van D66. Daarna was ze van 2009 tot 2011 project- en teamleider strategie, marketing & communicatie aan de Hanzehogeschool.
Van 2011 tot 2015 was Gräper algemeen secretaris van de Sociaal Economische Raad Noord-Nederland. Van 2021 tot 2022 volgde zij een leergang voor bestuurders in de publieke & semipublieke sector aan de TIAS School for Business and Society. In 2022 volgde zij een opleiding innovaties in overheid aan de John F. Kennedy School of Government. Sinds 2023 is zij eigenaar van adviesbureau Long Mynd Advies. Van 1 januari 2024 tot haar staatssecretariaat was Gräper als opvolger van Emme Groot voorzitter van de raad van toezicht van Het Groninger Landschap.

## Politieke carrière
Gräper werd op 9 maart 2013 door de leden van D66 tot nieuwe partijvoorzitter gekozen, als opvolgster van Ingrid van Engelshoven. Tegenkandidaten waren Alexandra van Huffelen en Michiel Scheffer. Op 13 september 2015 werd ze opgevolgd door Letty Demmers-van der Geest.
Gräper was van 29 april 2015 tot 5 juli 2023 namens D66 lid van de Gedeputeerde Staten van Groningen. Als gedeputeerde had ze in haar portefeuille onder andere ruimtelijke ordening, verkeer & vervoer, cultuur & sport, mobiliteit, kwaliteit openbaar bestuur, Europa, personeel & organisatie, facilitaire zaken, sport en coördinerend gebiedsgedeputeerde. Van 1999 tot 2005 en in 2019 was zij lid van de Provinciale Staten van Groningen, vanaf 2002 en in 2019 als fractievoorzitter van D66.
Gräper is voorzitter van de Permanente Programmacommissie (PPC) van D66. Deze commissie is belast met de verantwoordelijkheid voor het voortdurend aanscherpen, verdiepen en verbreden van de verschillende verkiezingsprogramma’s van D66. Ze stond als lijstduwer op plek 71 van de kandidatenlijst van D66 voor de Tweede Kamerverkiezingen van 2023.
Op 12 januari 2024 volgde Gräper Steven van Weyenberg op namens D66 als staatssecretaris van Onderwijs, Cultuur en Wetenschap in het demissionaire kabinet-Rutte IV. Zij had cultuurbeleid (onder andere kunsten, letteren, film/AV, ontwerp, architectuur, cultuureducatie- en participatie, Rijkscultuurfondsen), erfgoedbeleid (onder andere archeologie, monumenten, musea, RCE), bibliotheekbeleid, archiefbeleid (inclusief Nationaal Archief), Inspectie Overheidsinformatie en Erfgoed, mediabeleid, onafhankelijke journalistiek (rijksfondsen) en het Commissariaat voor de Media in haar portefeuille. Op 2 juli 2024 eindigde haar staatssecretariaat vanwege het aantreden van het kabinet-Schoof.

## Privéleven
Gräper is gehuwd en heeft een dochter en zoon.
- Parlement.com: vj7ufzlsm0uo